# Carlos Izaguirre
Carlos Fernando Izaguirre (ur. 20 maja 1895  – zm. 8 maja 1975) – argentyński piłkarz, grający podczas kariery na pozycji napastnika.

## Kariera klubowa
Carlos Izaguirre piłkarską karierę rozpoczął w Porteño Buenos Aires w 1914. Z Porteño zdobył mistrzostwo Argentyny w 1914. W latach 1926–1927 występował w CS Palermo.

## Kariera reprezentacyjna
W reprezentacji Argentyny Izaguirre występował w latach 1914–1923. W reprezentacji zadebiutował 13 września 1914 w wygranym 2-1 meczu z Urugwajem, którego stawką było Gran Premio de Honor Argentino. W 1919 wystąpił w Mistrzostwach Ameryki Południowej. Na turnieju w Rio de Janeiro wystąpił we wszystkich trzech meczach z Urugwajem, Brazylią i Chile. Izaguirre w każdym z tych meczach strzelił bramkę. Ostatni raz w reprezentacji wystąpił 22 lipca 1923 w zremisowanym 2-2 meczu z Urugwajem, którego stawką było Gran Premio de Honor Uruguayo. Ogółem w barwach albicelestes wystąpił w 14 meczach, w których strzelił 7 bramek.
| Mecze i gole w reprezentacji | Mecze i gole w reprezentacji | Mecze i gole w reprezentacji | Mecze i gole w reprezentacji | Mecze i gole w reprezentacji | Mecze i gole w reprezentacji | Mecze i gole w reprezentacji |
| #                            | Data                         | Miasto                       | Przeciwnik                   | Gol                          | Wynik                        | Rozgrywki                    |
| ---------------------------- | ---------------------------- | ---------------------------- | ---------------------------- | ---------------------------- | ---------------------------- | ---------------------------- |
| 1.                           | 13.09.1914                   | Buenos Aires                 | Urugwaj                      |                              | 2:1                          | Gran Premio Argentino        |
| 2.                           | 20.09.1914                   | Buenos Aires                 | Brazylia                     | Gol · Gol                    | 3:0                          | towarzyski                   |
| 3.                           | 27.09.1914                   | Buenos Aires                 | Brazylia                     |                              | 0:1                          | Copa Roca                    |
| 4.                           | 13.05.1919                   | Rio de Janeiro               | Urugwaj                      | Gol                          | 2:3                          | Copa América                 |
| 5.                           | 18.05.1919                   | Rio de Janeiro               | Brazylia                     | Gol                          | 1:3                          | Copa América                 |
| 6.                           | 22.05.1919                   | Rio de Janeiro               | Chile                        | Gol                          | 4:1                          | Copa América                 |
| 7.                           | 18.07.1919                   | Montevideo                   | Urugwaj                      |                              | 1:4                          | Gran Premio Uruguayo         |
| 8.                           | 22.10.1922                   | Buenos Aires                 | Chile                        |                              | 1:0                          | towarzyski                   |
| 9.                           | 12.11.1922                   | Montevideo                   | Urugwaj                      |                              | 0:1                          | Copa Lipton                  |
| 10.                          | 20.05.1923                   | Buenos Aires                 | Paragwaj                     |                              | 0:2                          | Copa Chevallier Boutell      |
| 11.                          | 25.05.1923                   | Buenos Aires                 | Paragwaj                     | Gol                          | 1:0                          | Copa Chevallier Boutell      |
| 12.                          | 24.06.1923                   | Buenos Aires                 | Urugwaj                      |                              | 0:0                          | Copa Lipton                  |
| 13.                          | 15.07.1923                   | Buenos Aires                 | Urugwaj                      | Gol                          | 2:2                          | Copa Ministro                |
| 14.                          | 22.07.1923                   | Montevideo                   | Urugwaj                      |                              | 2:2                          | Gran Premio Uruguayo         |